# 王乘
王乘（1957年10月—），湖北武汉人，力学教授、博士生导师。1981年毕业于华中工学院工程力学专业，1986年取得麻省理工学院工学博士学位，后在伊利诺大学做博士后研究。曾任华中理工大学研究生院副院长、副校长、水电与数字化工程学院院长。2005年4月任华中科技大学常务副校长。2009年2月任河海大学校长。2013年6月任兰州大学校长。

## 头衔
- 中国力学学会常务理事
- 中国水利学会副理事长
- 中国水利教育协会高等教育分会理事长
- 江苏省力学学会理事长
- 湖北省振动工程学会理事长
- 《水电能源科学》杂志副主编